# Hahnia chaoyangensis
Hahnia chaoyangensis är en spindelart som beskrevs av Zhu 1983. Hahnia chaoyangensis ingår i släktet Hahnia och familjen panflöjtsspindlar. Inga underarter finns listade i Catalogue of Life.